# 마더바이브
마더바이브(본명: 이희경)는 페이지터너에 소속된 대한민국의 비브라포니스트, 작곡가, 작사가이다. 2018년 10월 4일 싱글 [Every Time You Call My Name]으로 데뷔하여 2018년 11월 6일 정규 1집 [마더바이브]를 공개했다.

### 관련 이력
서울대학교에서 클래식 타악기를 공부한 후 보스턴 대학교 음악대학원에서 석사를 취득했다. 그후 버클리 음악 대학에서 재학한다. 2012년 한국에 귀국한 뒤 지금까지 그룹 활동, 세션, 공연 등을 아우르며 활발한 음악 활동을 펼치고 있다. 

#### 그룹 활동
- 대한포도주장미연합회[1] (선우정아, 강이채, 바버렛츠)
- 고상지 밴드[2]
- 아프리카 오버랜드(하림)

#### 공연
- 서울숲재즈페스티벌 2017, 2018
- 여우락페스티벌 2017
- 라운드미드나잇 2017
- 조스 스톤 내한공연 (2018.03.18)
- 청남대재즈토닉페스티벌 2018
- ㅍㅍㅍ[프프프] festival 2018
- "찬란한 서정" 마더바이브 & 파브라임(JPN) (2018.11.23)
- 마더바이브 앨범 발매 기념 쇼케이스 (2018.12.1)
- 재즈가 들려주는 겨울이야기 - 여주 (2018.12.15)

### 정규 1집 [마더바이브]
| No. | 곡 제목                                                      | 작사               | 작곡               | 편곡                       |
| --- | ------------------------------------------------------------ | ------------------ | ------------------ | -------------------------- |
| 1   | Every Time You Call My Name (Feat. 선우정아, 안신애, 강이채) | 마더바이브         | 마더바이브         | 마더바이브                 |
| 2   | 3AM                                                          |                    | 마더바이브         | 마더바이브                 |
| 3   | 아인랜드                                                     |                    | 마더바이브         | 마더바이브                 |
| 4   | 여우비가                                                     |                    | 마더바이브         | 마더바이브, 최문석         |
| 5   | 히피의 아침 (Feat. 강이채)                                   | 선우정아           | 마더바이브, 강이채 | 마더바이브, 선우정아       |
| 6   | 불꽃놀이                                                     |                    | 마더바이브         | 마더바이브                 |
| 7   | Paquito                                                      |                    | 마더바이브         | 마더바이브                 |
| 8   | Mirror (Feat. 고상지)                                        |                    | 마더바이브         | 마더바이브                 |
| 9   | sLow&Low (Feat. 일레인)                                      | 마더바이브, 강이채 | 마더바이브, 강이채 | 마더바이브, 최문석, 강이채 |
| 10  | Every Time You Call My Name (Inst.)                          |                    | 마더바이브         | 마더바이브                 |
| 11  | 기분 좋은 날 (Feat. 최민지)                                  | 마더바이브         | 마더바이브         | 마더바이브                 |

1. ↑  “(유튜브) Come Together-대한포도주장미연합회”.
2. ↑  “(유튜브) Libertango - 고상지 밴드”.
3. ↑  “(유튜브) 여우비가 - 마더바이브”.
4. ↑  “(유튜브) 히피의 아침 (Feat. 강이채) - 마더바이브”.
5. ↑  “(유튜브) Paquito - 마더바이브”.
6. ↑  “(유튜브) Mirror (Feat. 고상지) - 마더바이브”.
7. ↑  “(유튜브) sLow & Low (Feat. 일레인) - 마더바이브”.